# 科斯坦扎·费罗
科斯坦扎·费罗（義大利語：Costanza Ferro，1993年7月5日—），意大利女子花样游泳运动员。她曾代表意大利参加2016年和2020年夏季奥林匹克运动会花样游泳比赛。